# う〜み
う〜み（うーみ、本名：山形夕佳（やまがたゆうか）、1977年7月7日 - ）は北海道函館市出身、高知県在住の自称「歌う旅芸人」。
蟹座生まれ。大学でのバスケットボール部で似た名前の先輩がいたので、区別するためにあだ名として「北海道からはるばる海を越えてやってきた」ことから、「うみ」と呼ばれるようになり、芸名にするときに、津軽海峡の波をあらわす「〜」を挟んで「う〜み」と表記することにした。
NPO法人「なとわ」代表。

## 略歴
- 3歳で地元のカラオケ大会優勝、絶対音感に気づく。
- 北海道函館中部高等学校卒業後[3]、国際線CAを目指すために関西外国語大学へ推薦入学する。
- 学生時代はバスケットボールに没頭し、プロバスケット選手を目指したが、大学時代の練習中の怪我（頸椎損傷）のため断念。その後、リハビリの中で再び音楽に触れ、歌手を目指す。
- 鈴鹿のレースクイーンのオーディションでクリスタルキングの「大都会」を熱唱、決勝進出する。発表は後日となったが、結局それっきりになったという。
- 1999年 文化放送（JCM主催）スーパーオーディション『ボーカルコンテスト』優勝。スカウトされるが、大学を卒業するまではとの理由で辞退する。
- 2000年 大学卒業と同時に「HASU」プロジェクト参加 、「日本を代表する歌手」を目指す。
- 2000年7月20日「HASU Records」より、ファーストCD「HASU」をリリース。
- 2001年 映画『千と千尋の神隠し』イメージアルバムで「あの日の川へ」を歌う。
- 2007年4月8日、自身初の単独ライブ「う〜みの音は友達スペシャルライブ」を京都のライブハウスで行う。前売り券が早期完売し、急遽立ち見券の追加発売。
- 2008年、ベルウッド・レコードから『う〜みの幸』でメジャーデビュー。
- 2011年以降、東日本大震災直後から被災地の支援活動を行っている。

## 人物
自称、歌の世界の山下清（裸の大将）を名乗る。また、歌う旅芸人の肩書きと名乗るようになる。
函館市の観光大使、高知県の観光特使に任命されている。
自身の体験から音楽療法を広める活動や障害者自立支援活動を行っている。東日本大震災後の2011年4月、ニューヨーク大学（NYU）で音楽療法の授業を見学し、4月18日の最初の被災地入り以降、ライブコンサート等の活動を続けている。また「あなたの町に元気と音楽を届ける活動」を行い、西日本を中心に各地の小学校・公民館等でライブや講演を行っている。
一方、大げさな相槌と天然キャラで周囲を混乱させる。2007年2月27日、上泉雄一の発信!UWAらじおで月イチゲストのピーコに「う〜みってやっぱり変なオンナね〜」と改めて面と向かって言われたことがある。また同ラジオ番組等でしばしば、きゅうりをもった河童を見たことがあると発言する。

## エピソード
- 家電量販店で売られているピアノで弾き語りをして観客が集まり拍手をもらうことがある。
- 学生時代、通学時に車に轢かれたことがあると自身のブログで告白。
- 上泉雄一の発信!UWAらじお放送中に寝たことがある。
- 2007年1月21日の第3回新春童謡コンサート（高知県）や、2007年3月24日のFALCOM LIVE 2007（東京都）など、ここ一番のステージでは、廃業した貸衣装店からまとめて格安で購入したという、自前のウエディングドレスを着て歌っている。
- 2007年2月12日に行なわれた毎日カルチャースペシャル ラジオウォークでは一般客として参加するも、コースを逆走して参加する。
- 2007年2月20日上泉雄一の発信!UWAらじおで、インデアンカレーが大好きなメインパーソナリティーのうわちゃんのためにインデアンカレーテーマソングを発表。
- 2007年3月10日MBS「ゴー傑P」にゲスト出演し、番組出演者の吉本新喜劇座長の小籔千豊に曲を作らないかと提案。小籔もこの提案を受け入れる。番組中では吉本のレーベルでCDを出し小籔千豊&う〜みのデュエットと同じく番組出演者の漫才師笑い飯とで売り上げ対決をしようと盛り上がる。これが縁となり関西ウォーカー2007年7月4日号に「ピュアな人こそが歌を歌うべきです!」と紹介された。ちなみにこのCDは「プリン」のタイトルで小籔千豊作詞、う〜み作曲、歌・こやぶかずとよ、のクレジットにて2008年2月20日に発売予定である。
- 2007年4月8日、自身初の単独ライブで、上泉雄一の発信!UWAらじお特製手ぬぐいを観客にプレゼントする為にジャンケンで決めるも、う〜みが強すぎて敗者復活戦を4度する。
- ラジオ番組を通じ河内家菊水丸への弟子入りを志願したことがあるが、それを伝え聞いた氏よりは全く相手にされていないようである。が、再チャレンジの機会をうかがっている。また、中村鋭一を大変尊敬しており、氏がパーソナリティーを務める鋭ちゃんのあさいちラジオに月に一度、押し掛けゲストとして登場していた。
- 2008年6月1日愛媛県大洲市-おはなはん通りにある白壁の古民家で行われたカフェでのライブでは完全に終わったのに、来てくれた人のために曲を歌い始めた。

## 作品・著作

### CDアルバム
- 『HASU』HASU Records、2000年7月20日
- 『なとわ』う〜みの世界社、2005年
- 『う〜みの幸』ベルウッド・レコード、2008年5月21日
  - 「私のふるさと」- チョーヤ梅酒CM曲
  - 「みんな」- 四国放送ラジオ（徳島）となりのラジオテーマソング
  - 「東川のうた」- 東川地区応援ソング
  - 「菜の花の詩」- 菜の花プロジェクトイメージソング
- 『愛されているあなたへ』ベルウッド・レコード、2009年5月27日
  - 「愛されているあなたへ」- あいてれび『愛と命の2時間スペシャル』
  - 「CHACHA茶」- 四万十のお茶の応援歌
  - 「大丈夫」- 中国電力ＣＭ
- 『暖々（だんだん）』ベルウッド・レコード、2010年3月3日
  - イキテイル - レット症候群応援ソング
  - 「コスペル」- 関西電力ＣＭ
  - 「想～yes～」- 愛と命のうたin宇和島
  - 「Re:myself」- 中芸高校テーマソング
  - 「上へ↑」- 関西外国語大学応援ソング
- 『こころのつながり 〜プリン〜』ベルウッド・レコード、2011年2月16日
  - 「プリン」- 小籔千豊へ提供した曲
  - 「あしたのそら」- 佐賀県ＵＤテーマソング
- 『なとわ あなたへ』2012年2月15日
  - 「現在～いま～」- 石巻市万石浦中学校生徒と共に作曲
  - 「あなたへ」- 南三陸町遠藤未希さん (en) 追悼曲
  - 「私と小鳥と鈴と」- 金子みすずの詩へ作曲
- 『夢がかなったぞう』NPO法人なとわ発障がい者自立支援アルバム 2013年
- 15周年記念アルバム『時の流れに身をまかせ』2015年8月22日
- 『JUMP』㈱海洋堂発コンピレーションアルバム 2017年
- 『affirm me』2019年10月 日本ペップトーク普及協会公認ペップアップソング
- 20周年記念アルバム『命あればこそ』2020年12月

### マキシシングルCD
- 『うれしろげ』2002年12月
- 『うたたね』スティミュラスレコーズ、2003年7月21日
  - 「うたたね」- あいテレビ（愛媛県）10周年記念キャンペーンソング
- 『私のふるさと』スティミュラスレコーズ、ダイキサウンド、2003年10月25日

### DVD
- 『ハッピー! ソング ベスト』ポニーキャニオン（久保純子出演）2008年3月19日
- 『ハッピー! ソング コレクション』ポニーキャニオン（新山千春出演）2009年3月18日
- 『う〜み 〜こころのつながりコンサート〜』ベルウッド・レコード、2011年7月6日

### 共作など
- 『千と千尋の神隠し イメージアルバム』徳間ジャパンコミュニケーションズ、2001年4月4日 - 「あの日の川へ」唄
- 『FOLKSLIED2』（PS&PS2アトリエシリーズCD）ティームエンタテインメント、2007年5月30日 - 「ひとりぼっち」唄
- 『ほしのありかざんまい』日本ファルコム、2012年1月19日 - 「星の在り処」唄
- 『JUMP』㈱海洋堂

### その他
- 「星の在り処」「空の軌跡」「琥珀の愛」唄 - 『英雄伝説VI 空の軌跡』、2004年
- 「カムラス」唄 - 『The Songs of Zemeth -YsVI Vocal Version-』、2005年
- 「フレフレ高知」作曲、2009年
- 「トメイトしよ！」作曲、2010年
- 天満屋
- 四国放送ラジオ
- 高知放送
- ラビータ
- 函館湯の川温泉博覧会
- 高知県立中芸高等学校メッセージソング「Re:myself　～ここから始まる～」（作詞・作曲）
- あいテレビ
- 沖縄八重山観光DVD
- KID STATION
- よさこい 芸西子ども踊り子隊
- よさこい いなん病院
- 佐賀県UD
- 賢者の選択 (BS-TBS・CS朝日他)
- 高知市立はりまや橋小学校校歌（作詞・作曲）
- さくらい幼稚園園歌
- さくらの森学園園歌
- 愛媛県西予市立三瓶中学校『絆』
- よさこい 國府よさこい
- よさこい 上総童組
- 土佐希望の家50周年記念歌『希望のうた』
- 高知県人権啓発2020テーマ曲『きずなうた』

### エッセイ
- 『かっぱのきもち』西日本出版社、2011年2月
- 『サンナカ サンニンキョウダイノマンナカ本』う～みの世界社 2021年9月 ※自費出版[5]

## 出演番組
- 唐渡吉則のOH!艶歌（毎日放送ラジオ）2005年
- 上泉雄一の発信!UWAらじお「う〜みの音は友達」（毎日放送ラジオ）2006年
- ルックルックこんにちは・ドキュメント女ののど自慢（日本テレビ）
- 愛のエプロン（テレビ朝日）
- 笑顔がいちばん（TBS）
- リクエストたい〜む 侍（MJTV）
- Music planet（MJTV）
- 猛虎まるかじり（スカイA）
- 情熱高知（RKC）
- ごじでぱ（RKC）
- クイズ函館検定（NHK）
- 公園通りのウィークエンド（RKC）
- あいてれび特番「愛と命の２時間スペシャル」
- ごきげん ボニートっ!（RKC）
- ゆみちゃんねる（さんさんテレビ）
- 宝くじドカーンと2000万円スペシャル!（RKC）
- 高知産業振興計画（RKC）

### CM
- 大宝建設CMソング
- チョーヤの梅酒CMソング
- あいテレビ
- 関西電力Kオプティコム
- ポンジュース
- ニッサン石鹸
- TWEI
- 高知県地球温暖化防止プロジェクト
- 高知県選挙啓発プロジェクト
- 高知銀行
- ミサワホーム北海道
- コスモネット
- 白十字 サルバDパンツ
- 小林製薬 なめらかかとスティック
- 中国電力 天気予報
- ナレーション
  - ハウス食品企業CM
  - 花王ヘルシア緑茶
  - 松下電器Nのエコ計画
- 福井新聞
- ネクストオカモト
- 西川ふとん

### ラジオ
- MBSどっと!アナ・上泉雄一のUWAらじおシーズン2（MBSラジオ 火＆金 18:30 - 21:00) - 火曜日に出演
- ミスタートラ・唐渡吉則のOH!艶歌（MBSラジオ、日 16:30 - 17:30）
- 文化放送
- FM京都
- FMいるか「う～みのお日様日和」
- 高知放送ラジオ「うみともらじお」
- FM横浜〔う〜みゅ〜じっく〕
- さくらFM「う～みの高知こじゃんとラジオ！」

### その他
- 子どもミュージカルの歌のお姉さん
  - ミッフィー
  - あらいぐまラスカル
- レッスン講師
  - 音戯座→花丸劇団
- ベネッセこども英語ミュージカル脚本、英訳
- さくらの森学園非常勤講師(音楽)
- 武蔵野大学非常勤講師(キャリアデザイン)
- NPO法人なとわ理事長
- 高知県観光特使
- 函館市観光大使